# ميشيل واتسون
ميشيل واتسون (بالإنجليزية: Michelle Watson)‏ هي لاعبة كرة قدم أسترالية، ولدت في 17 يونيو 1976.

## وصلات خارجية
- ميشيل واتسون على موقع الاتحاد الدولي (مؤرشف)  (الإنجليزية)